# Gilberto Jiménez
Gilberto Jiménez (Cidade do México, 4 de fevereiro de 1973) é um ex-futebolista mexicano que atuava como defensor.

## Carreira
Gilberto Jiménez integrou a Seleção Mexicana de Futebol na Copa América de 1997.